# 亞洲電視
亞洲電視有限公司（簡稱亞視），前身為麗的映聲及麗的電視（簡稱麗的、麗視），是香港一間過往曾經提供收費有線電視廣播和免費無線電視廣播的電視台，於1957年5月29日啟播，成為大中華乃至全球華人地區的首間中文電視台。麗的映聲於1973年4月6日易名為麗的電視，同年12月1日起，轉為無線免費彩色廣播，於1982年9月24日隨邱德根入主而將麗的易名為亞洲電視，並採用金錢為徽號。
亞洲電視曾經是華人地區較具影響力的電視台之一，惟1990年代后期开始的節目質素不斷下降，加上受數度易主和政治立場轉變等影響，使得其收視率長期低落，以及出現股權爭拗及財困問題。
2015年4月1日，時任商務及經濟發展局局長蘇錦樑宣佈亞洲電視的免費電視牌照不獲續期。最终，亚视的牌照期于2016年4月2日凌晨零時屆滿，終止於香港本地的免費地面電視廣播服务，正式結束近59年的電視廣播歷史。
2017年協盛協豐完成收購亞視大多數股權，同年12月18日，協盛協豐旗下的亞洲電視數碼媒體宣佈以「亞洲電視」為品牌推出OTT平台網絡電視服務，於2018年1月29日正式啟播；同年4月20日，協盛協豐易名為亞洲電視控股有限公司。2022年9月7日，亞洲電視數碼媒體被頒令清盤，相關業務由亞視公司接回，部分則轉到同系的「亞洲心動娛樂」當中。

## 歷史

### 「麗的映聲」時期
1957年4月，港英政府向麗的呼聲發出執照，准許開辦有線電視。同年5月29日，麗的呼聲（香港）有限公司以400萬元資本創辦的麗的電視台正式成立，取名為「麗的映聲」，英文簡稱（RTV）。1963年9月30日起，麗的映聲增設中文頻道，以廣東話為主要广播語言。麗的映聲是以有線傳播，月費總共70港元（收看月費25元，另外加上電視機租賃月費45元。）。當時香港一般工薪族的月薪只有約300港元，所以月費可算是非常昂貴。
麗的映聲開台時每日播放數小時，租戶僅得640家，全盛時期租戶達100,000家，麗的映聲的成立是香港電視廣播史上里程碑，也創立不少香港的第一次。1962年9月，颱風溫黛襲港時，造成百多人死亡，麗的映聲舉辦籌款晚會，為災民義唱，這可說是香港電視史上第一次大型籌款義演，當年紅伶新馬師曾亦有參與，日後更獲「慈善伶王」美譽。1965年「麗的映聲」為配合中文台的發展增添辦事處，辦事處位於窩打老道冠華園，佔地二萬平方呎，開幕日邀請到吳楚帆、張瑛、胡楓、丁皓、方心等五位紅星剪綵。此時，「麗的映聲」正密鑼緊鼓，在廣播道籌建新的電視大廈，由巴馬丹拿設計，新福港承建，新電視大廈於1968年建成。1966年「麗的映聲」舉辦全港第一個電視藝員訓練班。1969年，麗的映聲配合香港政府舉辦的香港節在12月舉行首屆香港節小姐競選並進行電視直播。

### 「麗的電視」及「亞洲電視」時期
麗的電視曾是廣播道（俗稱「五台山」）其中一家廣播公司。電視廣播有限公司（坊間普遍稱為「無綫電視」）於1967年11月19日啟播，對麗的構成威脅。麗的映聲終於在1973年12月1日改為免費彩色電視廣播，為了轉為免費彩色廣播，麗的還停播1個月，公司名稱亦較早於同年4月6日改為「麗的電視」，但收視並未有立即改善。
1975年，黃錫照出任「麗的電視」第一個華人總經理，大膽破格起用新人，發掘一批新一代電視人，如麥當雄、李兆熊、屠用雄，稱為「麗的三雄」，製作連串震撼性節目，領導潮流，給予對手無綫電視極大衝擊。1979至1981年，麗的電視曾一度以劇集《天蠶變》、《大地恩情》和《I.Q.成熟時》等突破收視弱勢，但普遍分析認為無綫的「慣性收視」優勢已經形成。
1980年尾，麗的母公司因投資失利而收縮東亞地區業務，並於1981年2月16日公佈把其持有的麗的電視全數出售予三個澳洲財團。這項行動在4月7日獲得港府批准，澳洲財團隨即派四人代表進入董事局，是香港電視史上第一次電視股權大轉讓轉予麗的電視及亞洲電視。
1982年，麗的電視股權再出現變化，邱德根在6月14日透過遠東發展集團取得澳洲財團持有的股權，並於同年9月24日向港府成功辦理新名稱註冊手續，三日後（即9月27日）下午六點半對外公佈易名「亞洲電視」後，名稱沿用至今，邱德根時期是亞視少見有盈餘的時期。1988年6月17日，林百欣家族的麗新集團及地產商鄭裕彤家族的新世界集團聯手購入亞視三份之二股權，作價4億1700萬元。新股東的加入，令亞洲電視在節目製作上，作出一連串的改革和突破。到翌年1月31日，麗新及新世界再以2億3750萬港元收購邱德根手上餘下股權，至此，邱德根結束在亞洲電視長達六年半的經營。林百欣集中減低成本，與旗下藝人關係良好，亦為亞視帶來寬鬆的創作空間，收入上雖未見突破但維持收支平衡；期間亞視曾與大陸的電視台進行多次合作。1998年開始，大量中國大陸商家入主，如劉長樂、封小平、陳永棋、吳征等；期間吳征、沈野、封小平任職管理層，進行改革，引入多個新的節目制作系統。2002年出現股權變動，由陳永棋、劉長樂等人主管亞洲電視。
2007年，亞視再有股權變動，查懋聲入主亞視，為配合查氏上場及形象改革，宣佈再次舊台徽更改新台徽，打破本地電視台慣用的三原色藍、綠、紅之傳統，採用了橙紅色的小楷「a」字作為主體，形狀靈感來自無限符號∞和莫比烏斯帶，取其電視節目創意無限，對外宣傳亦由「ATV」改用「aTV」，而「a」字則代表「Asia」（亞洲）及A級（最好），同時意味亞視進入數碼廣播年代的新時空。2008年11月亞視推出吉祥物「abot」。但亞視長年嚴重虧損，又嚴重低估數碼化成本，最後更因週轉不靈、必須減省開支而解散藝員部，被迫翻用亞視片庫內的舊錄影帶，無法解決資金不足支持裝修、搬遷及數碼化新總部的問題。而政府和立法會又因擔心「紅色資本」控制本地傳媒，一直拖延審批加入新股東一事；加上新投資者又希望中信國安可以入股亞視後才一起入股亞視，但亞視廣播道舊址又已賣給長江實業，亞視又不得不搬遷，令亞視陷入開台以來最嚴重的危機。幸好拖延大半年後，政府和立法會終於批准中信國安入股亞視，令亞視得以渡過難關。
2008年12月4日，亞視突然宣布委任張永霖為執行主席、王維基為行政總裁。12月15日，亞視發生行政總裁辭職羅生門事件，張永霖突然於下午宣佈王維基辭職；而王維基則指並未提出請辭。最終亞視於12月17日召開董事會，確認王維基離職。2009年1月29日，旺旺集團兼中國旺旺董事長蔡衍明入股亞視。同年3月23日，亞視重組其數碼頻道，由6條數碼頻道減至3條。2009年12月，執行主席張永霖結束其於亞視短短一年的職務。隨着同時擁有台灣中時集團經營權的蔡衍明入主亞視，節目製作方向亦偏向以模仿台灣節目為主，包括《香港亂噏》及《亞洲星光大道》。

### 王征時代：不獲續牌
2010年初，中國大陸商人王征有意入股香港亞洲電視，及查懋聲發行相關可換股債券所引發的股權爭議風波。事件主要涉及三名股東，分別是於蔡衍明、查懋聲、王征。2010年7月14日，亞視執行董事盛品儒聯同亞視董事局通過暫停胡競英的行政總裁職位，更發信下令不准胡競英進入亞視範圍及與亞視員工接觸。2011年1月2日，行政總裁胡競英辭職，代表蔡衍明一方在亞視的歷史任務已完結。
王征時代，亞視解散整個製作部，製作更見偏離香港觀眾口味，更多次發生新聞部誤報江澤民死訊事件、ATV焦點批評學民思潮爭議，以及直播「亞洲會」政府總部反對發牌集會等具爭議的事件，令亞視的形象每況愈下。
2014年9月5日通訊事務管理局通知香港亞洲電視「建議行政長官不為免費電視牌照續期」的消息，以致主要投資者王征拒絕注資，令亞視面臨財政危機，發薪出現問題。
2014年年底，亞洲電視資方涉及持續欠薪事件，令到公司陷入危機，亞視新聞於2015年元旦起削減製作，而資金緊絀亦影響節目播映。同時，亞視首席非執行董事、來自德勤的代表黎嘉恩及何熹達表示，希望為亞視找到「白武士」，接手亞視股權，亦不建議亞視清盤。行政長官會同行政會議於2015年4月1日決定不再續牌予亞洲電視，成為香港歷史上首間不獲續牌的電視台。而亞洲電視現時沿用的模擬廣播頻譜將會交由香港電台使用。

### 中國文化傳媒時代
2015年9月亞洲電視股權出現變動，亞視指中國文化傳媒國際控股有限公司向大股東黃炳均購入52%股權，當中逾41%的股份已交易成功，中國文化傳媒國際控股是中金亞洲傳媒集團有限公司旗下中金國際投資有限公司的子公司。但其後德勤澄清亞視股權轉讓尚未完成，尚待通訊局批准。中金聲稱未來會投資100億元發展亞視，包括申請免費電視牌照，計劃未來6年會投資不少於51億元，作為基本器材變更和增置、節目製作的營運資金，待有關文件準備齊全，便向通訊局正式申請牌照。
司榮彬入主亞視後，將部份亞視節目版權轉移至中國文化傳媒旗下，又另外成立多間以「亞洲」為名的公司，包括「亞洲影視娛樂傳媒集團」、「亞洲電視傳媒集團」等。2015年11月，中國文化傳媒及亞視，分別向兩家同系的上市公司出售部份亞視節目版權及網上電視平台業務。中國文化傳媒與中國創新投資（1217）訂立備忘錄，出售部份亞視節目的版權，而中國創新投資亦已即時支付1,500萬元誠意金。亞視則向中國趨勢（8171）以3,000萬元出售自有節目的經營權及網上電視業務，中國趨勢即時支付300萬元，然而股東蔡衍明一方反對司榮彬一方出售亞視資產。此備忘錄及交易在2016年分別導致中國文化傳媒被清盤及中國趨勢成為亞視的債權人之一。
2015年12月7日，由於亞洲電視再次未能於法定限期前向所有員工發放上月薪金，葉家寶於個人博客宣佈辭去執行董事職務。
2016年2月5日，大部份員工仍未收到去年12月起的薪金，當中部份員工決定按《僱傭條例》的自動遣散條款離職，營運總裁馬熙於當晚即時辭職，而前主要投資者王征則發聲明指已向高等法院院申請把亞視清盤。翌日起亞視停止製作直播新聞報道，違反本地免費電視服務牌照的規定。同年2月15日，亞視新聞及公共事務部助理副總裁陳興昌，未有回應公司何時會發薪，但指如果資金到位，會復播亞視新聞。
2016年3月3日，亞視臨時清盤人德勤於晚上召開記者會，稱未能和亞視新投資者司榮彬達成協議，對方至傍晚限期前仍未能發到現金，決定於翌日早上遣散所有員工，但具體時間要與工程部商議。3月4日，亞視投資者司榮彬的代表於上午11時半舉辦記者招待會中，展示合共一千萬港元現金及支票以表示有能力營運直至4月1日廣播結束為止。其後有傳德勤預計在3月4日傍晚6點停播，亦有員工形容已經對亞視「心死」，即使亞視聘用他，都不會繼續工作下去，質疑若投資者有錢，為何不先支付員工薪金。與此同時通訊事務管理局接獲亞視臨時清盤人書面通知，亞視擬停止廣播的日期，並要求清盤人確認，亞視是否在其免費電視牌照屆滿前亦不會復播，以便通訊局能適時按《電訊條例》及既定程序妥善處理指配予亞視的頻譜的事宜，但最終並未停播，如常在6點繼續播新聞。最終投資者中國文化傳媒，與臨時清盤人德勤，晚上達成有條件的協議，並獲高等法院接納，同意向亞視提供八百萬港元資金，其中三百萬要以現金，於3月5日及7日前向德勤支付，另外五百萬元就以兩份銀行保證書，於同月11日及31日向德勤支付。。3月5日，亞視在完成遣散原有400名員工後，重新以新合約聘請回約160名員工以維持基本運作。新合約聘用期為3月5日至4月1日，指明員工可即時獲中國文化傳媒發放3月份薪金，並且最遲可於3月31日再獲發一筆相同金額作為獎金及加班津貼，但於4月2日前不能向亞視及臨時消盤人追討之前的欠薪，只能向破產欠薪保障基金申請賠償。2016年3月24日，亞洲電視臨時清盤人向亞視餘下的160名員工派發解僱信，信中列明各員工在4月1日後，將不獲續約，意味著亞視將在4月2日停止運作。

### 停播及清盤案
2016年3月31日，亞視租用的新界沙田區慈雲山山頂發射站期滿。到4月1日早上9時半，地政總署聯同香港電視娛樂、香港電台和亞視人員，到亞視租用的慈雲山發射站，為交接頻譜作準備。
2016年4月1日早上，仍然有少數職員繼續上班，有已離職的員工就希望盡快獲發放欠薪。唯大樓裏只有一兩層有燈光，其餘房間大部分已上鎖。亞視高級節目執行主任程啟光指晚上11時59分07秒開始到12時正，亞視會播出一張卡與觀眾告別後才會停播。
到晚上10時30分播出最後一次新聞報道謝幕時，主播聲稱亞視將會由免費電視轉為衛星電視和網絡電視，繼續為香港市民服務，「希望大家好似過去50幾年咁樣，繼續支持亞洲電視，後會有期」。
2016年4月1日晚上11時59分07秒，亞視員工指會播出的「一張卡」未見蹤影。2016年4月1日晚上11時59分57秒，亞視所有頻道播出藍畫面，作為通知新界沙田區慈雲山山頂發射站中斷訊號的訊息。新界沙田區慈雲山山頂發射站「熄機」及頻道交接程序如下：
- 模擬頻道：4月2日0時0分，發射站亞視員工中斷模擬頻道的訊號，觀眾會看到雪花。到0時2分，香港電台開始在原來的亞視模擬頻道傳送訊號，港台電視31A取代本港台，港台電視33A取代國際台，港台電視31A畫面上寫著「歡迎收看港台電視31A」，港台的工程人員在確定訊號穩定，在約凌晨零時6分50秒，港台電視31A開始提供節目[38][39]。
- 數碼頻道[40]：
  - 多頻網頻譜：接手亞視部份頻譜的ViuTV的工作人員切換訊號，即時接手原本是由亞洲電視使用的多頻網數碼頻譜廣播，部份觀眾需要在電視機重新搜台才能收看ViuTV，訊號切換期間並沒有中斷，只是刪除訊號內11台本港台及16台國際台，並增加99台ViuTV，因此並不會影響透過相同大氣電波頻道傳送的81台翡翠台。
  - 單頻網頻譜：於午夜起再沒有訊號傳送。

2016年7月29日起，協盛協豐（00707）正式持有Star Platinum Enterprises Ltd.（星鉑）全部股權。星鉑現時為亞視唯一的投資者及主要債權人之一，持有亞視超過52%股權。
2016年9月1日起，通訊局根據《電訊條例》第34（4）條撤銷亞洲電視持有的固定傳送者牌照。
2017年4月24日，香港高等法院正式批准解除德勤的亞視臨時清盤人職務，亞視資產交由星鉑企業接管。星鉑企業屬於上市公司協盛協豐控股旗下公司。同年12月12日，高等法院批准星鉑企業為亞視提出的債務重組方案實施，為亞視清盤案劃上句號。

### 轉型為網絡電視
2017年12月12日，香港高等法院批准星鉑企業提交的亞洲電視債務重組方案；同日，亞洲電視數碼媒體邀請傳媒出席其成立典禮。
2017年12月18日，亞洲電視數碼媒體於香港麗思卡爾頓酒店舉行成立典禮，宣佈會以「亞洲電視」品牌利用OTT網絡電視方式營運，在當日起透過流動應用程式試播；2018年1月29日正式推出流動應用程式並透過專用機頂盒播放，2018年4月1日提供收費服務。
2020年5月25日，亞洲電視被香港科技園入稟高等法院指其違反租賃文件及變更契據條款、要求空置及交還物業。香港科技園在入稟狀中指，使用大埔工業邨廠房的亞洲電視違反批地條款，未有從事製作電視節目和電影等，主要業務只是管有財產和知識產權。亞洲電視於2018年成為亞洲電視控股的間接附屬公司後，未經科技園公司事先書面許可，允許亞洲電視控股和它的另一附屬公司亞洲電視數碼媒體，在涉案廠房經營業務。
2021年9月，亞洲電視數碼媒體有限公司遭兩間公司申請清盤，亞洲電視數碼媒體不反對清盤，預計10月27日會正式頒布清盤令。亞洲電視控股則發聲明指「亞洲電視數碼媒體有限公司的狀况，並不影響集團整體媒體業務的發展」，以及會繼續發展「亞洲電視」品牌。10月初，亞洲電視數碼媒體的社交媒體專頁名稱由「ATV 亞視數碼媒體」易名為「ATV 亞洲電視」，專頁簡介亦由「亞洲電視數碼媒體有限公司」改為「亞洲電視有限公司」。2022年初，亞視數碼媒體完成還款，獲撤清盤令。
2022年9月7日，高等法院日就亞洲電視數碼媒體有限公司清盤發出清盤令，亞洲電視控股發聲明重申該公司只是集團其中一家營運的子公司，「亞洲電視有限公司」仍然存在，並強調「亞洲心動娛樂」等子公司都會繼續為大家提供不同類型的節目及內容。
2023年2月3日，亞洲電視控股公佈資深電影人、原名為徐耀明的徐小明，出任亞洲電視有限公司之行政總裁。

## 頻道

### 數碼頻道歷史
2007年12月31日晚上19:00，随着香港地面数字电视的开播，亚视提供8條頻道，除了同步模擬信号版本港台及國際台外，亦提供自設數碼電視頻道新聞財經頻道、動感資訊頻道、魅力資訊頻道、文化資訊頻道及aTV高清頻道，并通过数字电视17频道轉播中國中央電視台中文國際頻道（亞洲版）。
2009年4月1日早上6:00，新聞財經頻道、動感資訊頻道、魅力資訊頻道、文化資訊頻道及aTV高清頻道停播，合併為全日高清廣播的亞洲高清台（後改稱亚洲台）；原魅力资讯頻道使用的數碼電視14频道改为全日转播中天亞洲台；中國中央電視台中文國際頻道由原來數碼電視17頻道改為由數碼電視15頻道轉播。
亞視在提交給廣播事務管理局的2009年度數碼電視投資計劃中表示，將在2009年10月1日推出以本地製作的節目為主的第三條標清24小時數碼廣播頻道，計劃已獲廣管局批准，頻道暫名為亞視資訊娛樂台，並承諾於頻道推出至少20%的本地製作節目。
亞視在2009年9月尾宣佈，由10月1日早上7:00起使用数字电视13频道轉播廣東南方衛視，而所承諾的亞視資訊娛樂台則取消，並沒有兌現投資計劃。
2010年12月1日早上6:00开始通过数字电视17频道轉播深圳衛視（國際版）。
2011年3月1日5:55分，原转播中國中央電視台中文國際頻道（亞洲版）的数字电视15频道改為转播中國中央電視台綜合頻道 (港澳版)。
2011年4月1日凌晨0:00起停止轉播台灣中天亞洲台。
2011年5月2日凌晨，亞洲高清台更名為亞洲台。
2012年10月1日凌晨，数字电视13频道停止转播廣東南方衛視，並於2012年12月31日晚上23:00改播歲月留聲。
2016年4月2日凌晨0時起，随着亚视牌照届满，本港台、國際台 、亞洲台、歲月留聲、中國中央電視台綜合頻道 (港澳版)和深圳衛視（國際版）停播。
| 頻道號碼 （LCN） | 2007年12月31日                           | 2009年4月1日                      | 2009年10月1日                     | 2010年12月1日                     | 2011年3月1日                           | 2011年4月1日                           | 2011年5月2日                           | 2012年10月1日                          | 2012年12月31日                         | 2016年4月2日 |
| 11               | 本港台 Home                              | 本港台 Home                       | 本港台 Home                       | 本港台 Home                       | 本港台 Home                            | 本港台 Home                            | 本港台 Home                            | 本港台 Home                            | 本港台 Home                            | 停播         |
| 12               | 新聞財經頻道 aTV News & Business Channel | 亞洲高清台 HD aTV                 | 亞洲高清台 HD aTV                 | 亞洲高清台 HD aTV                 | 亞洲高清台 HD aTV                      | 亞洲高清台 HD aTV                      | 亞洲台 Asia                            | 亞洲台 Asia                            | 亞洲台 Asia                            | 停播         |
| 13               | 動感資訊頻道 His TV                      | 頻道懸空                          | 南方衛視 TVS-2*                   | 南方衛視 TVS-2*                   | 南方衛視 TVS-2*                        | 南方衛視 TVS-2*                        | 南方衛視 TVS-2*                        | 頻道懸空                               | 歲月留聲 Classic                       | 停播         |
| 14               | 魅力資訊頻道 Her TV                      | 中天亞洲台 CTi Asia               | 中天亞洲台 CTi Asia               | 中天亞洲台 CTi Asia               | 中天亞洲台 CTi Asia                    | 頻道懸空                               | 頻道懸空                               | 頻道懸空                               | 頻道懸空                               | 停播         |
| 15               | 文化資訊頻道 Plus TV                     | 中國中央電視台中文國際頻道 CCTV-4 | 中國中央電視台中文國際頻道 CCTV-4 | 中國中央電視台中文國際頻道 CCTV-4 | 中國中央電視台綜合頻道 (港澳版) CCTV-1 | 中國中央電視台綜合頻道 (港澳版) CCTV-1 | 中國中央電視台綜合頻道 (港澳版) CCTV-1 | 中國中央電視台綜合頻道 (港澳版) CCTV-1 | 中國中央電視台綜合頻道 (港澳版) CCTV-1 | 停播         |
| 16               | 國際台 World                             | 國際台 World                      | 國際台 World                      | 國際台 World                      | 國際台 World                           | 國際台 World                           | 國際台 World                           | 國際台 World                           | 國際台 World                           | 停播         |
| 17               | 中國中央電視台中文國際頻道 CCTV-4        | 頻道懸空                          | 頻道懸空                          | 深圳衛視 SZTV                     | 深圳衛視 SZTV                          | 深圳衛視 SZTV                          | 深圳衛視 SZTV                          | 深圳衛視 SZTV                          | 深圳衛視 SZTV                          | 停播         |
| 19               | 高清頻道 aTV HDTV                        | 頻道懸空                          | 頻道懸空                          | 頻道懸空                          | 頻道懸空                               | 頻道懸空                               | 頻道懸空                               | 頻道懸空                               | 頻道懸空                               | 停播         |

### 已停播頻道
| 頻道號碼             | 頻道名稱                                  | 啟播日期                  | 停播日期                   | 頻道描述 |
| 模擬地面電視免費頻道 |                                           |                           |                            | |
| 不適用               | 本港台                                    | 1973年12月1日             | 2016年4月2日凌晨0時        | 繼續自麗的映聲中文台，全天候廣播的頻道，主要為粵語節目。前稱為麗的電視麗的一台、中文台、黃金台、奧運台，2007年12月31日晚19:00啟播數碼版。                                                                                  |
| 不適用               | 國際台                                    | 1973年12月1日             | 2016年4月2日凌晨0時        | 繼續自麗的映聲英文台，全天候廣播的頻道，主要為英語節目，亦有少量國語、日語及韓語節目，相關節目配上中英文字幕。前稱為麗的電視麗的二台、英文台、鑽石台，2007年12月31日晚19:00啟播數碼版。                                    |
| 數碼地面電視免費頻道 |                                           |                           |                            | |
| 12                   | 新聞財經頻道                              | 2007年12月31日晚19:00     | 2009年4月1日早上6:00       | 全港第一条免费新闻频道，前身是与Now TV合办的24小时亚视新闻频道。 |
| 13                   | 動感資訊頻道                              | 2007年12月31日晚19:00     | 2009年4月1日早上6:00       | 專門為男士播放有關體育、生活及汽車資訊等。 |
| 14                   | 魅力資訊頻道                              | 2007年12月31日晚19:00     | 2009年4月1日早上6:00       | 專門為女士播放有關購物、潮流及娛樂。 |
| 15                   | 文化資訊頻道                              | 2007年12月31日晚19:00     | 2009年4月1日早上6:00       | 播放香港電台、國家地理頻道、英國廣播公司等富有文化資訊的外購節目。 |
| 19                   | aTV高清頻道                               | 2007年12月31日晚19:00     | 2009年4月1日早上6:00       | 每日播放兩至三小時高清節目，同類型的後繼者為亞洲高清台。 |
| 17 → 15              | 中國中央電視台中文國際頻道（CCTV-4）      | 2007年12月31日晚19:00     | 2011年3月1日早上5:55       | 全天转播中國中央電視台中文國際頻道。 |
| 14                   | 中天亞洲台                                | 2009年4月1日早上6時       | 2011年4月1日凌晨0時        | 全天转播台灣中天電視台國際頻道亞洲版本。 |
| 13                   | 南方衛視（TVS-2*）                        | 2009年10月1日早上7時      | 2012年10月1日凌晨0時10分   | 全天大时段转播南方卫视上星版，凌晨1-6点重播亚视旧节目。 |
| 11                   | 本港台                                    | 2007年12月31日19:00       | 2016年4月2日凌晨0時        | 與模擬電視訊號本港台同步廣播。 |
| 12                   | 亞洲台                                    | 2009年4月1日早上6:00      | 2016年4月2日凌晨0時        | 全天24小時播出，高清频道，部份節目與本港台同步。前稱亞洲高清台。 |
| 13                   | 歲月留聲                                  | 2012年12月31日23:30       | 2016年4月2日凌晨0時        | 全天24小時播出的標清頻道，重播过往亚视节目。 |
| 15                   | 中國中央電視台綜合頻道 (港澳版)（CCTV-1） | 2011年3月1日早上5時55分   | 2016年4月2日凌晨0時        | 轉播中國中央電視台綜合頻道 (港澳版) |
| 16                   | 國際台                                    | 2007年12月31日晚上7時     | 2016年4月2日凌晨0時        | 與模擬電視訊號國際台同步廣播。 |
| 17                   | 深圳衛視                                  | 2010年12月1日早上6時      | 2016年4月2日凌晨0時        | 轉播中国大陆廣東深圳電視台衛星頻道國際版 |
| 模擬收費電視頻道     |                                           |                           |                            | |
| 不適用               | 麗的映聲中文台                            | 1963年9月30日晚上7時      | 1973年10月31日             | 粵語節目，停播一個月後改以模擬地面電視方式免費播放。 |
| 不適用               | 麗的映聲英文台                            | 1957年5月29日晚上7時      | 1973年10月31日             | 英語節目，停播一個月後改以模擬地面電視方式免費播放。 |
| 數碼收費電視頻道     |                                           |                           |                            | |
| now TV 324號頻道     | 24小時亞視新聞台                          | 2004年12月12日晚上7時30分 | 2007年11月21日晚上11時59分 | 由亞洲電視為電訊盈科now TV提供新聞資訊內容的24小時新聞頻道，為當時的now TV324頻道。 |
| 外地頻道             |                                           |                           |                            | |
| 亞洲頻道             | 國際台（衛星版）                          | 2009年9月1日              | 2015年9月                  | 透過亞太5號衛星通過藝華衛星電視轉播，面向全亞太地區。 |
| 亞洲頻道             | 亞洲台（衛星版）                          | 2009年9月1日              | 2016年3月31日              | 透過亞太5號衛星通過藝華衛星電視轉播，面向全亞太地區。 |
| 亞洲頻道             | 本港台（衛星版）                          | 2014年1月20日             | 2016年3月31日              | 透過亞太5號衛星通過藝華衛星電視轉播，面向全亞太地區；停播前所有時間與香港地面廣播的本港台同步。 |
| 美洲頻道             | 海外台                                    | 2002年1月4日              | 2016年5月2日               | 原為本港台（美洲版），是亞洲電視透過Echostar屬下的DISHNetwork衛星電視網絡於2002年1月4日在北美洲廣播，為當地華人提供一條24小時的廣東話衛星頻道。此頻道並不與本港台同步播放。2016年1月20日起，本港台（美洲版）易名為海外台。 |

## 市場概況
1979年麗的的《天蠶變》、1980年麗的創作《大地恩情》及《I.Q.成熟時》也令無綫電視的節目腰斬；當時當時無綫電視和麗的收視份額在六十五到三十五之間；而1981年，麗的《浴血太平山》收視率一度超過無綫。亞洲電視的時代，1998年劇集《我和殭屍有個約會》第二輯大結局平均收視20點，最高收視達22點，取得近6成的收視；1999年亞視的合拍劇《縱橫四海》，觀眾人數胜於無綫；1999年，亞視推出台劇《還珠格格》，收視率突破60%，2001年亞視推出陳啟泰主持的《百萬富翁》，平均收視十多點以上，2001年7月15日當晚的特別版百萬富翁「名人慈善百萬Show」以34點高收視將《香港小姐競選決賽》拋離，全晚收視最高更達39點，較無綫收視高出19點。可惜節目攻勢無以為繼，節目完結之後收視回跌。2012年起，亞視得出「與TVB收視四六開」的「結果」，遂於不同節目宣傳片中強調節目得到「過百萬觀眾支持」，然而此舉一直受到電視、廣告業界、學者和觀眾的質疑。其後亞視多個節目均錄得1點收視，部分節目甚至零收視（如不夠1點收視當0點計算）。2010年11月28日無綫播出《巾幗梟雄之義海豪情》的大結局，大結局錄得44點收視（最高47點），使亞視多個節目只錄得1點，其中宗教節目《恩雨之聲》則完全零收視。

### 收視積弱及歷年虧蝕
香港兩間免費電視台，出現無綫電視獨大和亞洲電視積弱現象，據統計大部分時期，亞洲電視收視率普遍偏低，有人將此現象歸咎於「慣性收視」，意指觀眾習慣看無綫電視而不轉台，但此論調的依據及可靠性被質疑。據報導，亞視存在長期虧損的問題，亞視在林百欣時代每日約蝕100萬港元，而2008年，當時每日虧蝕達到200萬港元，亞視前執行主席張永霖曾表示亞視長期虧蝕，至2008年，歷年最少蝕去五十億港元。林百欣等部分歷代的亞視老闆也表示亞視存在虧損問題。

### 麗的時代和亞視的輝煌盛世時期
亞視是香港首間電視台，且亞視曾有過輝煌日子。亞視在邱德根、林百欣全盛時代，合共有2700多名員工，400多名藝員。1978年《浣花洗劍錄》吸納佳藝電視人材令製作水平得以提升，1979年麗的首部由劇本寫成後改編為武俠小說的《天蠶變》令無綫電視在該時段的單元節目全部腰斬；1980年麗的創作香港電視史上首部鄉土劇《大地恩情》令無綫電視的《輪流傳》被逼腰斬（收視為六比四）；延續的《浴血太平山》收視率一度超過無綫，隨後的《少年黃飛鴻》更令無綫電視即時腰斬當時播映的《龍虎雙霸天》，《I.Q.成熟時》成功打破慣性收視，收視點高於無綫電視同時段同屬青春劇的劇集《荳芽夢》，《大俠霍元甲》、《陳真》收視上平分秋色，而當時無綫電視與麗的電視收視持續在五五比四五之間。
到亞洲電視時代，《少女慈禧》、《秦始皇》、《武則天》和《碧血青天楊家將》等大型歷史劇等都掀起風潮，功夫劇則有《精武門》、《洪熙官》，《司機大佬》也創劇集收視新高，1994年的《今日睇真D》迫使無綫變陣。亞洲電視也開創不少電視劇先河，1991年，亞視推出了《勝者為王》，是以賭場題材電視劇的鼻祖，隨後的兩年又製作了第二部「天下無敵」和第三部「王者之戰」（「天下無敵」令《大時代》須改時段播以避鋒頭。），均取得了不錯的成績。由漫畫改編的《中華英雄》和舞台劇改編的《我和春天有個約會》。1993年台慶劇《銀狐》，打破了慣常電視劇討喜的創作方式鋌而走險，因此充滿了不小的爭議性。武俠劇由於無綫電視持有改編金庸小說版權和多次翻拍，所以另闢蹊徑，分別改編其他名家武俠小說，梁羽生的《萍蹤俠影錄》、《狂俠·天驕·魔女》和臥龍生的《仙鶴神針》和《雪花神劍》等。
亦拍出涉及敏感題材的《還看今朝》和《暴雨燃燒》（麗的時代也有《大控訴》和《女媧行動》），其中1990年的《還看今朝》創出27點超高收視，1994年《戲王之王》都是收視不俗的佳作，1996年的《再見艷陽天》和1997年《肥貓正傳》都贏得口碑和收視（《肥貓正傳》令無綫腰斬劇集《大刺客》），資訊紀錄節目《尋找他鄉的故事》獲得6次「最高欣賞指數電視節目」冠軍，1998年劇集《我和殭屍有個約會》第二輯大結局平均收視20點，最高收視達22點，取得近6成的收視；1999年亞視的合拍劇《縱橫四海》，觀眾人數勝於無綫（《縱橫四海》令無綫年底變陣推出相同商戰及家族情仇題材一百集長篇劇集《創世紀／創世紀II天地有情》）；其後《肥貓正傳II》亦勢如破竹，取得了過百萬觀眾收看。除此之外《穆桂英之大破天門陣》和《穆桂英之十二寡婦征西》在台灣和內地取得收視佳績，
1999年，亞視推出台劇《還珠格格》，收視率突破60%，《少年英雄方世玉》首播即以20點力迫《真情》，8月13日ACNilsen公佈的收視數據表明，無綫黃金時期收視全面大敗，全線告失，亞視以平均3點的收視超過無綫，這在無綫三十二年的歷史上尚是首次。《還珠格格》及《少年英雄方世玉》的成功更間接令無綫決定結束播放長達四年的《真情》。《明報》曾說：「這可與哈雷彗星相比。」；2001年亞視推出陳啟泰主持的《百萬富翁》，平均收視十多點以上，2001年7月15日當晚的特別版百萬富翁「名人慈善百萬Show」以34點高收視將《2001年香港小姐競選決賽》拋離，全晚收視最高更達39點，較無綫香港小姐競選決賽收視高出19點。
在之後逐漸減少拍攝劇集也有《情陷夜中環》、《法網群英》等取得不俗的成績，可惜節目攻勢無以為繼，節目完結之後收視回跌。此外，亦有相當不少劇集叫好不叫座，如《國際刑警》、《劍嘯江湖》、《劍神不敗》。

### 市場佔有率
2006年時，在香港的電視業中，亞洲電視的市場佔有率很低。根據2007年5月的《信報財經月刊》的「香港電視發展」專題報導，亞視的收視率遠差過無綫電視，及本地各間的收費電視台，亞視在香港的平均收視萎縮至2至3%，而近年情況更不斷惡化，時有節目錄得0點收視，甚至在一星期內同時有四個節目0收視。連香港的報章雜刊都甚少報導亞洲電視的動向。而該年度亞洲電視網站的自我介紹，則由「香港第二大的電視台」，改為「香港第二大的免費電視台」。

### 業務合作
2001年，亞視與香港主要公共交通服務供應商九龍巴士旗下戶外媒體銷售分支機構「路訊通」結成合作夥伴，讓乘客透過已安裝在九龍巴士、城巴及進智公交車廂內的「路訊通」電視螢幕系統（前身「資訊娛樂共同睇」和「路訊通」），收看由亞視及其他內容供應商提供的資訊及娛樂節目，節目已經在2004尾起陸續停止在路訊通播放。
2001年亞視對源自英國《百萬富翁》節目成功的進行了本地化，使亞視獲得許多獎項，提升收視率。
2002年，亞視成立「本港台（美洲版）」，通過衛星覆蓋了北美。同年，中华人民共和国廣電總局批准「落地」珠江三角洲地區的有線網絡，在此之前亞視本港台的收視範圍已經覆蓋廣東十多年。
2004年，亞洲電視與香港最大固定電訊網路商電訊盈科合作推出24小時新聞頻道「24小時亞視新聞台」，於12月12日在電訊盈科旗下的收費電視業務「now寬頻電視」第24頻道（曾更改為第324頻道）開播，報導香港、國際、經濟等新聞。
2004年，亞視獲得行政會議批准發出非本地電視牌照，該台表示有意開辦衛星電視台，向內地傳送節目。亞視雖已獲得內地批准其節目在珠三角落地，但因為遲遲未能與地方台達成廣告收益分賬協議，因此主動出擊，希望透過經營另一條衛星頻道，增加收入來源。
亞視和廣東廣播電視台、有線寬頻及鳳凰衛視在節目製作和廣告業務方面建立良好合作關係。

### 數碼地面電視廣播

#### 選定數位廣播制式的轉折
在討論廣播制式之初，兩間免費電視已經表示，希望等待中华人民共和国公佈自行研發國家標準，才決定使用甚麼制式，但大陸方面一直懸而未決。及至2004年7月，兩台表明如果2006年底前，中华人民共和国仍未公布有關制式，就會選用早已測試成功的歐洲DVB-T制式。2006年8月24日，無綫表示因為時間緊迫，難以無了期等待國家制式，故考慮採用歐洲制式，但亞視則強調，它的50%市場來自中国大陆，因此不希望使用歐制。
2006年8月30日，中华人民共和国宣佈自行研發的DMB-T/H制式終於獲批。雖然傳媒指無綫傾向使用發展成熟的DVB-T，但經過亞視協調後，2006年10月19日，無綫表示已達成共識，選用中国大陆制式。2006年8月，兩台隨即派員往上海作實驗室測試，並邀請中方到港實地試驗，12月中通過測試，06年底向政府提交報告，政府於07年6月4日接納DMB-T/H為香港的廣播制式。

#### 數碼廣播發展

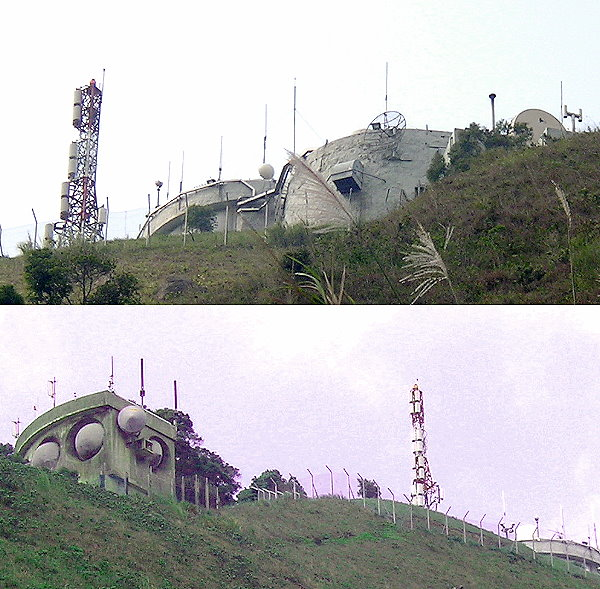
慈雲山原有的電視發射站，已配備多頻網數碼同步廣播的設備

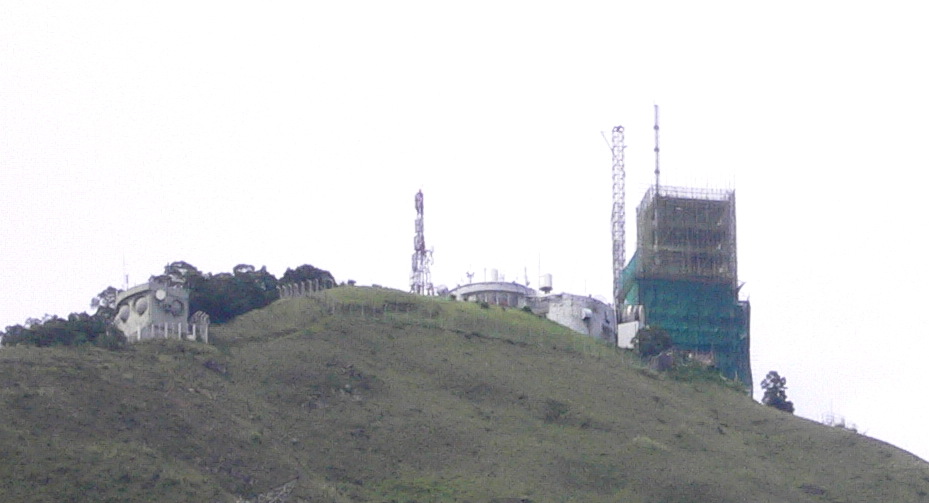
亞視、無綫共用的單頻網——數碼廣播發射塔(圖右，興建中)

2007年尾，因為電視廣播，亞視投資總共超過4億港元製作由二個增加至六個的免費頻道，除了現有本港台和國際台外，將會新增4條標清頻道，以及一條高清頻道：新聞財經頻道（aTV News & Business Channel）、動感資訊頻道（His TV）、魅力資訊頻道（Her TV）、文化資訊頻道（Plus TV），以及每日播放2小時的高清節目的aTV 高清頻道（aTV HD）。此外，頻道亦會在黃金時間每星期播放不少於14小時的高清晰度電視節目，有關計劃已獲得廣播事務管理局在2005年12月17日通過。（參見頻道章節）
同時，為配合數碼廣播，亞視與多個機構達成合作協議，包括：
- 中國中央電視台與亞洲電視於北京正式簽署合作協議，中央電視台中文國際頻道安排于数字电视17频道播出。[80]
- 香港電台將與亞洲電視攜手合作，於亞洲電視新推出的「文化資訊頻道」將有部分時間播出由香港電台製作的一系列多元文化藝術節目。[81]
- 亞洲電視與上海文廣新聞傳媒集團簽訂合作協定。亞洲電視新聞財經頻道，將會轉播上海電視台新聞綜合頻道每天晚上18:30的《新闻报道》節目。[82]
- 亞洲電視在山東濟南與山東廣播電視總台簽署合作框架協議。簽署兩台多方位合作框架協議，雙方未來將就節目製作等多個領域開展合作，當中包括共同製作奧運大型綜藝節目。亞洲電視數碼頻道將會播放山東電視台三個專題節目，包括：《天下父母》、《美麗山東》、《新杏壇之孔子九講》。[83]
- 亞洲電視與著名國際模特兒公司Icon Models攜手合作，嚴選十位亞洲一級模特兒為亞洲電視的Image Girls，她們將以最瑰麗性感的造型成為亞洲電視及數碼頻道之魅力資訊頻道的代言人（Digit Icon），她們的職責將會是出席亞洲電視的大型活動及協助推廣亞洲電視各類節目。一級名模擔任Image Girl推廣電視頻道，是香港電視史上的一大突破。[84]

### 相關刊物
亞視曾出版附屬刊物《亞視週刊》，1970年代創刊時名為《麗的電視週刊》，1982年麗的電視更名為亞視，週刊也同時改名為《亞視週刊》，至1995年停刊。曾於2001年10月復刊，一度易名為《亞視雙週刊》及至2001年12月19日宣佈把工序北移，再度把《亞視週刊》停刊。隨著亞視於2018年改用OTT平台營運，而復刊並更名為《亞洲電視月刊》，但於1年後第三度停刊。

### 音樂業務
亞洲電視全資擁有aTV亞洲音樂，於2008年成立，但香港大部份歌手都與無綫電視（TVB）簽約，無法出席亞視的節目，引致亞洲音樂長期沒有歌手，欠缺競爭力。自從2009年尾發生HKRIA版權風波後，全球四大唱片及BMA的歌手陸續亮相亞視及其他電視台，亞視曾邀請到陳奕迅及其他一眾歌手亮相亞視及出席亞視節目。另外，亞視亦擔任經紀公司的工作，為歌手提供經理人服務，主要歌手都來自亞視自製的音樂比賽《亞洲星光大道》的參賽者，但除了亞洲星光大道參賽者合輯外，未有任何專輯或派台歌曲以亞洲音樂名義推出。

## 評價及爭議

### 政治立場

#### 早年
亞洲電視早年的政治立場傾向中立，其新聞部更獲得甚高評價，曾獲得多個新聞獎項。
不过，亞視政治立場曾引起一些負面報導。亞洲電視新聞部在1994年購得一套由西班牙電視台拍攝以六四事件為題的影片，有人指影片從未公開，並認為內有不少震撼性片段，本來亞視新聞正準備以特輯形式向全香港播放這套影片，但被亞視的高層職員下令禁止該影片播出，導致新聞部的六位前線記者反對和向高層作出抗議，他們分別是潘褔炎、呂雲生、盧永雄、劉國華、徐佩瑩及李玉蓮（人稱亞視六君子），引起香港各界的關注。亞視最終於1994年6月4日晚上八時在《時事追擊》以“歷史的空白”為節目主題播放該影片，但有指播出的影片曾被刪剪，而非原裝版本，引來上述的六位記者不滿而集體辭職，這是當年的「六君子事件」。

#### 香港主權移交後
1997年香港主權移交後，亞視多次易主，目標市場轉移至珠三角地區，有人認為當時亞視大股東陳永棋與劉長樂吸引中資企業入股而令亞視近年政治立場轉向亲中国共产党，2007年4月14日的傳媒春秋節目內的“傳媒回顧III–紅透半邊天”，節目內提及在2004年的七一遊行有近15萬人參加，但亞視新聞沒編排作為頭條新聞，備受爭議，時任亞視行政總裁陳永棋（全國政協常委，2000年金紫荊星章得主之一）接受節目訪問，他就以上事件表示：「我只要求新聞部報導事實不能有立場，但可是有關國家領導人的新聞，就不可以不報導」。在香港回歸前後，亞視對香港回歸的態度為中立偏支持，在香港回歸前後，亞視的官網首頁上也有“見證97回歸”等字樣和圖片。亞視在報道新聞時也被一些人認為有自我審查。另外，亞視新聞節目曾在台灣高官職銜前加上引號或稱呼總統為「台灣領導人」（在早年則沒有這麼做）在2008年1月27日及2月14日六點鐘新聞及中國國民黨馬英九當選總統後，「總統選舉」、「總統陳水扁」等字眼已再次出現在報道中，現時亞視已經直接稱為總統。
2007年10月12日，香港特別行政區行政長官曾蔭權在電台節目發表「極端民主會帶來文革式的局面，破壞政府管治」言論，亞視在傍晚六點鐘新聞以頭條報道，主播在導言提及學者批評曾蔭權對文革歷史認識不深；其中一段報道由學者蔡子強評論，但到了夜間新聞時，已沒有播出蔡子強的評論及文革歷史。據後來報章有關報道，特首辦對傳媒處理曾蔭權的報道相當緊張，更直接致電亞視新聞部批評其報道手法「偏頗」，亞視高級副總裁關偉否認新聞部接過有關電話及受到干預，「但特首辦有冇搵過個別同事就要再了解。（意思：但是特首辦有沒有找個別同事，就要再了解）。」
亞視曾先後開設評論節目「亞視評論」及「你有理講」。2000年1月18日，亞洲電視開設評論節目「亞視評論」，以「亞洲電視所獨創，對城中的時事話題，提供不一樣的看法與思路。」作宣傳口號。一些人認為這個節目傾向親政府立場，甚至有人認為節目內容就像中国共产党官方宣傳一樣，節目最終結束。 2004年4月20日，亞視製作新的評論節目「你有理講」，邀請社會上不同人士擔任嘉賓主持發表言論。可是，這個節目被指嘉賓主持的人數當中，建制派人士較泛民主派人士多。隨着台灣商人蔡衍明入股，亞視於2009年2月中取消「你有理講」節目。
2009年4月23日香港足球名宿林尚義病逝，亞視在當日的六點鐘新聞及夜間新聞節目報道其死訊時，均以林在1958年代表「中華臺北」出戰亞運奪得金牌，但實際上當時林代表的是中華民國（中華民國在當時仍然作為「中國」代表參賽），而中華台北奧委會是在1980年代以後才有的產物，無綫電視新聞及有線電視新聞在報道中亦直說中華民國，故此被不少網民及傳媒指責亞視的做法是政治避諱及自我審查。

### 時政評論節目《ATV焦點》爭議
2012年9月3日，亞視涉嫌以「個別人士」觀點，在節目ATV焦點將學民思潮及反國民教育科人士稱為「破壞派」，直指反對國民教育的學生、教師和家長淪為政治工具。由於其言論可能影響9月9日立法會選舉中泛民黨派的得票率，通訊事務管理局宣佈至9月5日為止已收到約3萬封針對亞視節目《ATV焦點》的電郵投訴，而投訴內容主要包括節目內容偏頗失實、有欠中立、違反選舉宣傳公平原則、誤導市民和抹黑學民思潮。在2012年9月4日短短一天內便收到通訊事務管理局（前廣播事務管理局）成立以來破單日紀錄的超過1萬個投訴，投訴量逾該局2008年至2009年，以及2009年至2010年所接獲的投訴宗數之總和。第二日更接獲超過3萬個投訴，至下午約6時，電郵數更達到4萬封。12月5日，通訊事務管理局裁定9月份播出的五集有關反國民教育人士的《ATV焦點》違反了規管「個人意見節目」的《電視節目守則》第9章，包括該五集節目未能提供適當機會予其他人作回應，未有讓有關國民教育的多方面意見得以表達，提供不準確或誤導性的事實資料和於9月5日和6日兩集中有兩處錯誤的資料，因此向亞洲電視發出警告，但亞視並無理會，繼續每天播出偏頗的評論，並不斷重播。

### 經常重播節目
亞視曾於2004年多次重播林百欣時代的劇集《我來自潮州》，於2009年重播老電視劇《流星花園》。由於亞視收視長年積弱，所以於2011年起不斷重播節目。首先一開始在黃金時段重播劇集《流星花園》，亦曾經試過在黃金時段重播《我和殭屍有個約會》。但最令觀衆目定口呆的是亞視居然在2013年農曆新年除夕重播1989年的新年煙花匯演，以及在迎接2016年的除夕夜重播2011年除夕倒數節目—《ATV亞洲星光大道4跳舞吧！》除夕型聚星光夜。期間亦曾經短時間内重播《全球首家華語電視台-亞洲電視55周年暨香港回歸15周年慶典及晚會》最少四次。在2012年12月31日晚起，亞視增加了頻道歲月留聲，但亞視已經經常重播節目，被批評指亞視是名正言順地重播節目。

### 收視調查爭議
2011年4月20日，亞洲電視召開記者會，表示於4月17日播映2011年香港電影金像獎有二百三十萬人觀看，與無綫電視公佈之平均7點收視（約44.7萬人觀看）有巨大差異，指無綫電視用作收視調查的索福瑞公司，曾有使用不正當手段去做收視調查的紀錄，並質疑其調查結果之可靠性。亞視表示，委託香港大學以電話抽樣的調查方式，是一種成熟、通行的調查方法，到現時仍然常用，建議無綫電視引入香港大學民意調查及AC尼爾森等可靠收視調查組織，並要求廣播事務管理局調查無綫電視壟斷之餘，亦一併調查收視率造假問題。而無綫電視則聯同索福瑞公司及香港廣告商會發表聯合聲明，指亞洲電視的言論是誣衊，並保留一切法律追究權利。
5月23日，無綫電視及索福瑞公司正式入稟高等法院，控告亞洲電視及其有關人士王征、鄺凱迎誹謗，成為無綫電視開台以來首度入稟法院控告亞視。在事件中，香港廣告商會保持中立態度。

### 亚洲电视误报江泽民逝世事件
2011年7月6日，亞洲電視於未有得到官方及當事人家屬證實的情況下，亞視新聞誤報前中國共產黨中央委員會總書記江澤民逝世消息的事件。

### 聲稱「與TVB收視四六開」
亞視委託港大負責的收視民調，並得出「與TVB收視四六開」的「結果」，亞視遂於不同節目宣傳片中強調節目得到「過百萬觀眾支持」，然而此舉一直受到電視、廣告業界、學者和觀眾的質疑。根據亞視官方說法，民調將年滿九歲並連續收看節目五分鐘的觀眾均計算在內，通過電話民調得到數據再推算出收視人口。過去，亞視於每次收視報告均以字幕加註於畫面指出「港大負責提供原始數據」、「亞洲電視負責整合和分析」，但所謂的「原始數據」從未對外披露，而亞視亦從未提及以什麼方法「整合分析」推算得出「與TVB收視四六開」的結果。2012年下半年，亞視所有收視報告均取消以上附註說明。

## 新聞部

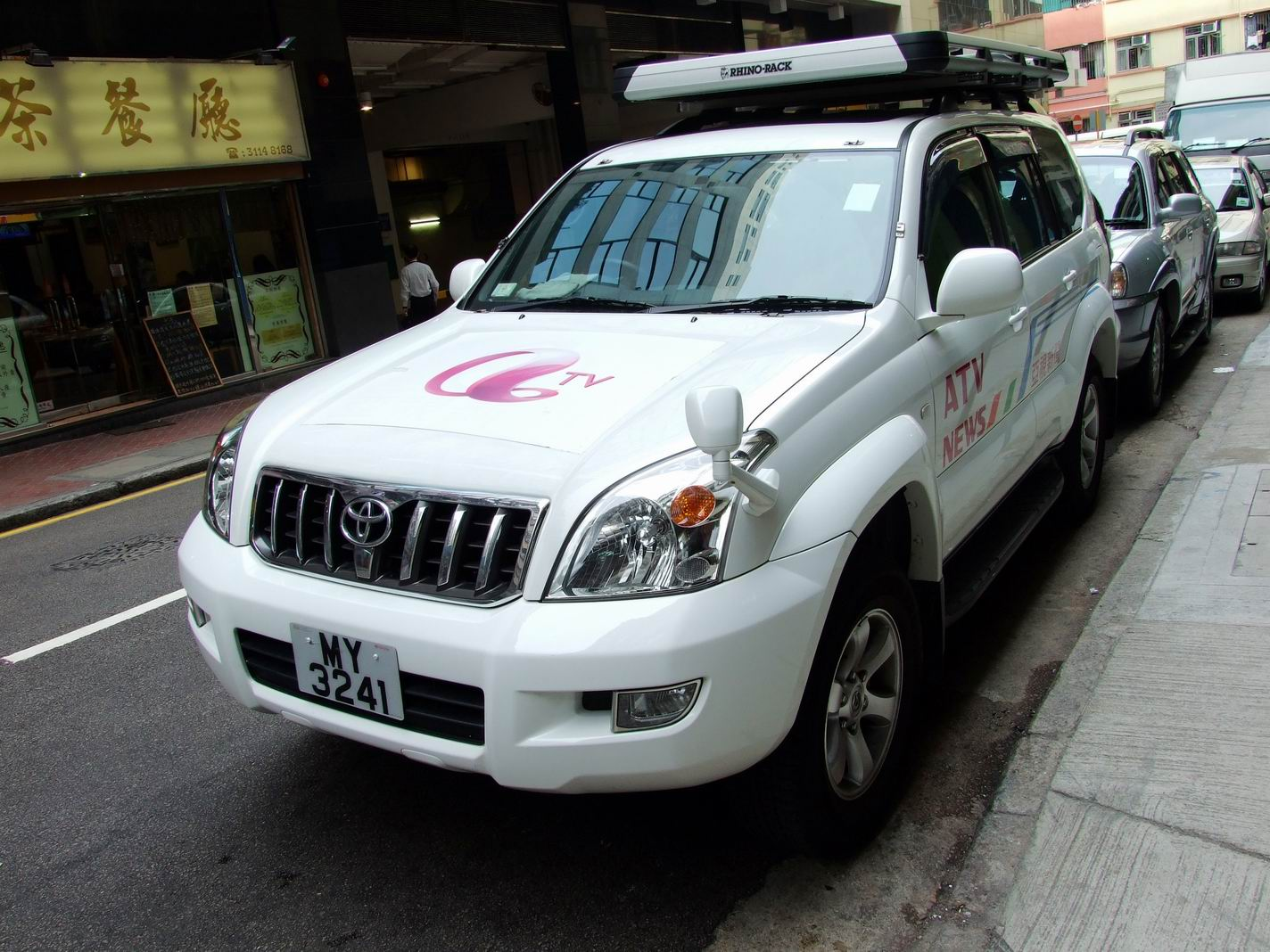
亞視新聞採訪車

亞視新聞，1957年5月29日亞洲電視啟播後隨即播報粵語及英語新聞。亞視新聞由亞洲電視新聞部製作。每天提供粵語、普通話及英文新聞資訊於本港台、國際台及亞洲台。

## 藝員營運科
- 亞洲電視藝員營運科是亞洲電視製作資源部之下的其中一個分科，幫助亞洲電視提高業績。
- 經理人合約藝員每月有固定的薪水，2015年之後經常拖薪水，經理人公司為亞洲電視，會被安排拍劇（但2010年之後沒有拍劇）、主持節目和其他類型的工作，旗下經理人合約藝員被公司安排在外工作會被公司抽佣。
- 部頭合約藝員沒有固定的薪金，會以一集的集數來計算。

## 股東
- 亞洲電視控股
- 星鉑企業
- Antenna Investment Ltd

### 歷任大股東
- 英國麗的呼聲（1957年—1981年／佔61.2%股權）
- 澳洲大衛森（澳洲新聞集團公司前身）、亨利鍾斯三十九世（澳洲可口可樂旗下）、CRA有限公司（力拓有限公司前身）（1981年—1982年／佔61.2%股權）
- 邱德根（1982年—1989年／佔50%股權）
- 林百欣（1989年—1998年／佔51%股權）[102]
- 封小平、劉長樂（1998年—2002年／佔51%股權）[103]
- 陳永棋（2002年—2007年／佔46%股權）[104]
- 查懋聲（2007年—2009年／佔10.75％股權）[105]
- 蔡衍明（2009年—2010年／佔41%股權）[106]
- 王征（主要投資者）、黃炳均（2010年—2017年）[107][108]
- 亞洲電視控股（2017年至今）[107][108]

### 歷任管理層
- 董事局主席
  - 邱德根（1982年—1989年）
  - 鄭裕彤（1988年—1989年）
  - 林百欣（1989年—1998年）
  - 黃保欣（1998年—2002年）
  - 陳永棋（2002年—2007年）
  - 查懋聲（2007年—2008年）
  - 張永霖（2008年—2009年）
  - 從缺（2009年—2016年）
- 總經理
  - 黃錫照（1975年2月—1981年6月20日）
- 行政總裁
  - 周梁淑怡（1988年—1991年）
  - 李寶安（1992年—1996年）
  - 封小平（1998年—2002年）
  - 陳永棋（2002年—2007年）
  - 費道宜（2007年—2008年）
  - 何定鈞（2008年10月—12月4日）
  - 王維基（2008年12月4日—15日）
  - 胡競英（2009年12月—2010年7月14日）
  - 鄺凱迎（2010年3月—2013年7月，代總裁）
- 營運總裁
  - 吳征（1998年6月—1999年2月[109]）
  - 余統浩（2002年—2007年）
  - 何定鈞（2007年—2008年）
  - 馬熙（2015年6月—2016年2月5日）
- 執行董事
  - 盛品儒（2010年3月—2013年8月31日）
  - 雷競斌（2013年9月1日—2014年2月26日）
  - 葉家寶（2014年2月27日—2015年12月7日）

## 電視劇集列表
麗的電視時代
- 麗的電視劇集列表

亞洲電視時代
- 亞洲電視劇集列表 (1980年代)
- 亞洲電視劇集列表 (1990年代)
- 亞洲電視劇集列表 (2000年代)
- 亞洲電視劇集列表 (2010年代)

亞洲電視數碼媒體、亞洲心動娛樂
- 《逐流時代》（2022年）
- 《美麗戰場之名模風雲》（2023年）（中港合拍劇，與中國中央電視台、埋堆堆、翡翠東方合作）

## 歷代台徽

亞視免費電視時期台徽（2007-2016）

1957年，麗的呼聲獲發有線電視執照，取名「麗的映聲」，麗的映聲第一代台徽採用放射十六道光芒的太陽，象徵電視廣播照遍全港。
1973年4月6日，麗的映聲的取得無線廣播牌照，改名「麗的電視」，同年十二月起，由收費變成免費無線彩色廣播，台徽改為一個黃色方框，方框上加上英文簡稱「RTV」的黑色字母。1978年10月15日，麗的電視宣佈麥當雄為麗的一台節目總監，並把麗的台徽黃色方框內「RTV」三個黑色字母，分別換上紅、藍、綠色。1982年台徽背景及字母顏色分別變為深藍色及金色，另設立體金色「麗的電視」四字中文標誌，並在麗的一台的節目預告、宣傳片及片末顯示。
同年6月14日邱德根入主，9月24日向港府辦理新名稱註冊手續，三日後對外公佈改名為「亞洲電視」，台徽則以遠東集團標誌為藍本，改為一枚鑲金邊的橙紅色古代銅錢。
1988年6月17日，林百欣的麗新集團購入亞視股份，高層周梁淑怡策劃改革。1989年2月1日，亞視公佈把台标改為三色互不連接的彩帶，並在同月13日隨兩條新頻道名稱一起啟用。1990年7月25日，因風水關係，三條彩帶連起，形成「風車」形狀。
查懋聲在2007年入主亞視，亞視為配合形象改革，在10月8日更换全新台标，新台标出自紅蜜蜂品牌創意策劃（現為愛立信旗下）旗下設計師Sandy MacMillan，採用了橙紅色的小楷「a」字作為主體，形狀靈感來自無限符號∞和莫比烏斯帶，取其電視節目創意無限，「a」旁則有較小的「TV」，「a」下則有經過特別設計的灰色「亞洲電視」四字。「a」字則代表「Asia」（亞洲）及A級（最好），使用橙色意味着亚视年輕化，同時意味亞視進入數碼廣播的新时代。
2008年4月1日，「亞洲電視」四字以青綠色的圓邊長方格包圍，「TV」亦移至接近方格的位置（模拟版）。2009年4月1日模拟版和数字版的台标统一左右显示。
2009年4月22日，「aTV」的色調變得較為橙黃，並把灰色的「亞洲電視」四字的字体變為正黑體。
2012年8月1日，台标质感再一次调整。。
2013年1月1日，亞洲電視改用立體版台徽，並沿用至2016年停播。而2015年起，亞洲電視亦於其他地方重用平面版台徽，如節目结束时版權標示中的台标、總台大閘，以及部分宣傳片段等。2015年1月1日，亞洲電視對平面版台徽作出微調，為「a」注入黃色。
2017年12月18日，亚视以网络电视的形式复播，并启用新标志。新标志以钻石面为主，代表永恒同坚固，右下方加入亚视的英文缩写“ATV”，同系公司亞洲電視數碼媒體亦採用同一標誌直至其遭清盤。

## 宣傳

### 口號
亞洲電視前身為麗的電視年代，於1977年使用口號「大突破」。而於易名為亞洲電視後，於1984年使用「Turn on the ATV」。
1998年使用「新新ATV，新新的選擇」作為口號，在當時，亞視有時也會在廣告時間放送該口號。
2012年至2014年期間曾使用「亞洲電視 香港良心」，備受市民質疑，並因此被戲稱為「良心台」。除此之外，在亞洲電視55周年台慶宣傳片時多次唱出「亞洲亞洲」，因此之後同樣被戲稱為「亞洲亞洲」。
2015年使用「新生活 NEW LIFE」作台徽片。2016年起使用「繽紛新一頁 Live a Colourful Life」作宣傳口號。

### 台歌
1984年至1989年，亞洲電視分別在中文台及黃金台時期推出電視台宣傳歌曲。
亞洲電視於2012年以1981年麗的電視劇集《大俠霍元甲》主題曲《萬里長城永不倒》作為亞視五十五周年台歌。

### 吉祥物
亞洲電視的官方吉祥物取名为abot，其名字經公開徵求後選出，並於2008年10月起用于宣傳電視台形象、节目宣传片展示和节目的开头，但近年已經鮮見亞視安排abot為該台作形象宣傳。

### 網站
一向亞視網站主要以橙色為主調，首頁播放宣傳片段，顯示新聞及精選節目連結。2011年7月起，亞視開始更新新網頁，以黑白為主調，至2011年8月完成全部更新，另外亞視開設新討論區，直至2012年10月已有超過18000個註冊會員。2013年1月，亞視更改立體形台徽，更新網頁。2013年6月，亞視更新新網頁，以粉紅方格為主調，主頁顯示藝員圖片，右方顯示新聞、藝員、aTV Video及節目連結，大部分影片也以YouTube播放，因此智能手機或電子平台也可以播放aTV Video。2013年8月起，亞視再度更新新網頁，以藍黑白為主調，主頁顯示精選節目連結，右上方顯示新聞、藝員、影片及節目連結，影片同樣可以在智能電子平台播放。2013年9月4日起，亞視的網站及YouTube帳户以把酒當歌及國際財經視野開始放映高清片段測試，至9月5日，亞視的網站及YouTube帳户大部分影片均提供高清片段播放。惟亞視新聞Youtube帳户及亞視新聞網站仍未提供高清片段播放。

## 台慶日
以亞視的前身—「麗的映聲」的啟播日子計算，台慶日應該為每年的5月29日。1973年麗的從有線轉為無線廣播起，台慶日變為12月1日，同時由該日起計算「歲數」。然而自麗的電視於1982年易手並易名為「亞洲電視」後，電視台的台慶日子出現過很多的變動，最終在2011年起亞視將台慶日訂為麗的開台的5月29日直至免費電視牌照期滿。亞視在2018年經營OTT平台後，便以1月29日為其台慶日，並由該年開始重新計算，即2019年1月29日為一周年台慶，但往後因資金問題而沒有舉辦，2023年起轉回麗的開台日作為台慶。

### 1982年至2008年
- 邱德根年代－以1982年9月27日起計算，即1987年的該日是該台的5週年台慶。[122]
- 林百欣年代－以麗的呼聲的啟播日子—3月23日為台慶日，但並沒有標示該年是多少週年台慶。[123]
- 吳征、封小平及沈野年代－這可以說是沒有台慶日的年代：為了追擊無綫電視的台慶日綜藝節目，亞視把「台慶慶典」推至10月中旬至11月中旬之間；沈野主政的時候甚至將它定於跟無綫台慶的同一日舉行。[123]但是，1999年的台庆仍在3月份举行。
- 2003年至2007年－用回麗的映聲啟播日期作計算，並標示自1957年開台起計有多少週年。2007年5月29日就是亞視的50週年金禧台慶，在亞視官方網站「2007年節目巡禮」部分，表示「台慶慶典」會假座香港會議展覽中心舉行[124]，但在2007年5月29日亞視並沒有舉辦台慶[125]，當日職藝員只是到了「金龍船酒家」出席「50周年台慶暨30年長期服務獎聚餐」，而在電視畫面從未有提及是次慶祝金禧的盛會[126][127]，而亞視及後亦再預告台慶節目會在11月舉行，可惜亦未兌現。 而2008年亦沒有舉行台慶。

### 2009年
- 在新股東蔡衍明入股及張永霖入主後，台慶於5月29日在台灣舉行[128]，與中天電視綜藝節目康熙來了合作，製作一集綜藝節目，於該年5月29日以《康熙來了aTV》之名稱在本港台播放，亦於6月5日以《康熙來了香港ATV》在中天電視播放。

### 2010年
- 同以5月為台慶月，並以「支持環保、關愛長幼、服務社群、彰顯愛心」為主題，辦了多個社會活動，並播出藝人及歌手恭賀宣傳片，惟沒有提及5月29日為台慶日，只於當天舉辦十大電視廣告頒獎典禮。

### 2011年
- 以5月29日為台慶，並播出「5.29 台慶喜動」的廣告。亞視表示為慶祝周年台慶，亞洲電視將會以演唱會形式製作名為《ATV台慶勁唱會》節目，並於5月29日晚上8時在亞洲電視八廠舉行，本港台及亞洲台同步現場直播。[129]而於5月21日，則於沙田馬場舉行一年一度的「亞洲電視賽馬日」，並進行賽事「亞洲電視盃」。

### 2012年
- 為迎接亞洲電視開台五十五周年，亞視於2012年3月起使用五十五周年台慶特別台徽，期間對外宣傳均會使用特別台徽。另外，亞洲電視為了慶祝周年台慶，邀請多名來自政界、商界、政協界別等人士為亞視提賀詞，並將嘉賓的提字以宣傳片形式於廣告時段內播放。
  - 2012年5月1日，亞視宣佈舉辦《2012 ATV 55周年台慶頒獎典禮》，頒獎禮共會頒發21個獎項，獎項由5月1日起至5月20日接受公眾網上提名。[130]而於5月18日第八屆中國文博會上，亞洲電視正式成立「亞洲會」。
  - 5月19日，則於沙田馬場舉行一年一度的「亞洲電視賽馬日」，並再次進行重頭賽事「亞洲電視盃」。[131]
  - 本港台則會在5月28日播放《光輝歲月亞洲電視55周年台慶大事記》以及在5月29日播放《光輝歲月亞洲電視55周年台慶啟動》。
  - 亞視宣布將會在6月22日於北京萬事達中心舉行《全球首家華語電視台-亞洲電視55周年暨香港回歸15周年慶典》，屆時本港台及亞洲台將全程現場轉播，其後於7月8日將會在香港的亞洲電視大埔總台舉行《光輝歲月亞洲電視55周年台慶頒獎典禮》，並在11月21日在深圳體育館舉行《亞洲電視五十五周年星光大典》。

### 2013年
- 同樣以5月29日為台慶，並播出「ATV56周年台慶 亞洲電視 香港良心」的廣告。亞視表示為慶祝周年台慶，於5月18日在沙田馬場舉行一年一度的「亞洲電視賽馬日」，並進行賽事「亞視新聞平磅賽」、「歲月留聲讓賽」、「ATV2013亞洲小姐競選讓 賽」、「ATV亞洲小姐競選25th亞姐百人讓賽」、「ATV2013感動香港年度人物評選讓賽」、「亞洲電視56周年台慶讓賽」、「ATV2013亞洲先生競選讓賽」、「星動亞洲讓賽」及「把酒當歌讓賽」。
- 亞洲電視於台慶日（5月29日）舉行《亞洲電視56周年台慶日》活動，全台齊心慶祝56周年。活動先由奏國歌、升國旗及區旗展開序幕，其後將台旗升起，並且宣布舉行「亞洲之子、亞洲佳人選舉」，另外更邀得藝人打手印，一眾亞姐亦唱出主題曲「炫美25」。最後更有「上下一心迎56」的表演環節，超過一百位藝職員排成方陣，以舉牌形式合力拼出亞洲電視台徽、六大頻道名稱及亞洲電視56周年標誌。本港台及亞洲台於即晚（5月29日）《星動亞洲》節目時段內播出《亞洲電視56周年台慶日》的精華片段。[132]

### 2014年
- 亞洲電視正式踏入57周年，推出一系列節目，於5月17日在沙田馬場舉行一年一度的「亞洲電視賽馬日」，而台慶在5月29日舉行，並以「529 台慶創勢力」為主題，將邀請各界名人及藝人一同參與此項慶典。[133]

### 2015年
- 於2015年5月18日至5月28日播放資訊節目《亞視光輝歲月》，邀請亞視的演員、藝人和幕後工作人員等，暢談拍攝點滴及軼事，並於5月29日台慶日播放「亞視光輝歲月 58周年台慶日」特輯。

## 公司總部

### 第一代總部（1949年－1959年）
第一代總部位於軍器廠街、軒尼詩道之交界，1949年3月22日，英國麗的呼聲總公司在香港開設香港麗的呼聲電台頻道，辦事處最初設於軍器廠街及軒尼詩道交界（熙信大廈，現址One Hennessy）。

### 第二代總部（1959年－1968年）
第二代總部位於灣仔告士打道麗的呼聲大廈，1959年5月27日遷往灣仔告士打道麗的呼聲大廈（華比富通大廈現址）。

### 第三代總部（1968年－2007年7月22日）

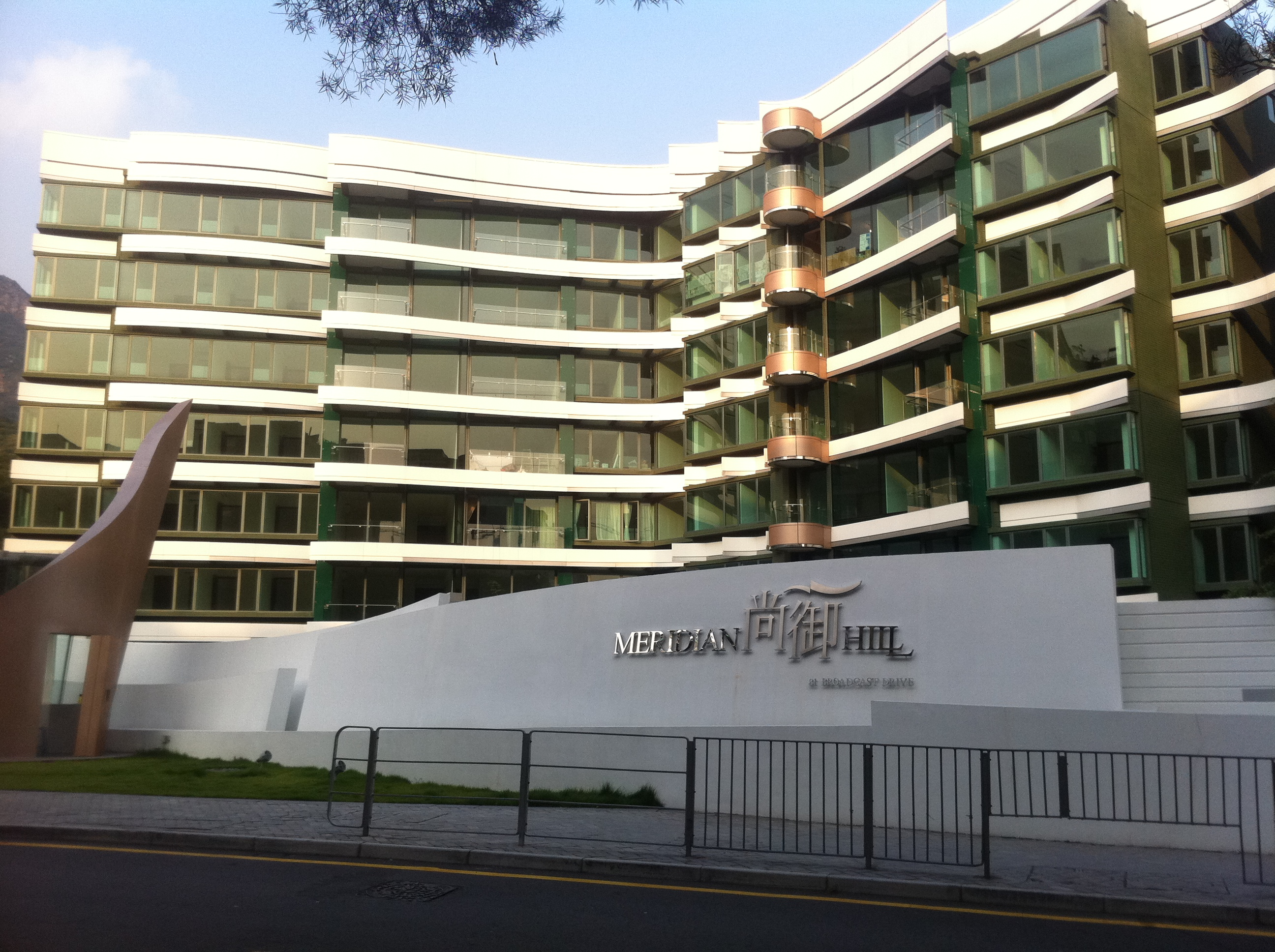
昔日的前亞洲電視大廈位於廣播道81號，時至今日該址己被長江實業、和記黃埔（兩者為現時專營房地產的長江實業地產）以近7億港元買下該地皮並改建為豪宅尚御

第三代總部位於廣播道81號亞洲電視大廈，1968年11月6日，「麗的映聲」為配合發展，在廣播道81號建立的廣播大廈落成，並邀請當時署理港督祈濟時爵士及行政局首席非官守議員簡悅強爵士分別主持開幕典禮及致詞。
亞洲電視大廈舊址已經被長江實業、和記黃埔（兩者為現時專營房地產的長江實業地產）以近7億港元買下，並改建低密度豪宅「尚御」。

### 第四代總部（2007年7月22日－現今）

#### 亞洲電視廣播道總台搬遷時期
亞洲電視工業邨大埔電視城早於2004年便開始籌劃興建後，以取代中2007年九龍塘已約滿、不敷應用的九龍塘亞洲電視廣播道。亞洲電視已於2005年年中正式落實建議將九龍塘廣播道亞視電視城提早搬遷到大埔新發展區，初期簽訂租用轉入移至香港九龍廣播道亞視電視城廠房區電視及新聞中心工業邨公司位於大埔創新園土地作為用途後，經過十個多月的土地探測工程後，同年，亞洲電視台舉行動土儀式，興建工程並隨即之後展開。

#### 亞洲電視廣播道搬遷大埔時期
2007年7月22日，亞洲電視廣播道最後一天後，把守門口的員工影相留念，經裝修後於便進駐上址，較以前位於廣播道81號的前亞洲電視大廈即將步入終結之後，亞視星期日當天之《亞視夜間新聞》報道完畢後，其後有工人將道具把着通宵前進行中，但意味隨著50年歷史使命的亞洲電視新聞及公共事務部在通宵搬遷到大埔廠房新總部，並於翌日（7月23日）星期一開始在大埔的亞視新總部報道第一節新聞《亞視晨早新聞》早上6:30播出，而「虛擬演播室」技術（Virtual Studio）則現已隨後一度完全停用。

#### 九龍塘搬到去大埔工業區時期
並現址新界大埔創新園大盛街25-37號，該大樓原為東方報業集團的舊總部，於2006年以2億港元向東方報業集團購入，經裝修後於2007年7月22日進駐上址。較以前位於廣播道81號的亞洲電視大廈面積大4倍，可製作更大型的錄影節目及提供足夠的地方裝設數碼廣播，其中一間錄影廠更是全亞洲商營電視台中最大「8號錄影廠」，取代無綫電視的電視廣播城「1號錄影廠」的地位。但新大樓外觀與以前亞洲電視所公布 “新廣播大樓外觀預覽圖” 不同。位於西貢蠔涌的錄影廠和清水灣片場部門亦已遷入，但現廠房並無任何製作電視劇集用的室外廠景。
亞視在搬進現址前，曾發生一段插曲。事緣2004年，無綫電視搬進將軍澳的電視廣播城後，亞視曾經計劃在電視廣播城附近購入地皮，作為興建電視城之用，唯政府並未肯再次像將地皮以超低價賣給無綫電視般、以廉價出售地皮予亞視；加上當時亞視在本港及華南地區的市場佔有率已經開始明顯萎縮，因而改為買入舊工廠大廈。為節省建造時間及成本，亞視終以一億八千萬港元從東方報業集團買入其舊廠房，改建內部間格以適合電視製作之用。
但由於亞視長年嚴重虧損，亞視又嚴重低估數碼化成本，搬遷及數碼化須十億港元資金，加上之前向中國農業銀行巨額貸款，不久後連發薪亦出現問題，因而又連續兩個月向東亞銀行借錢週轉，最後更因週轉不靈、必須減省開支而解散藝員部，當時的香港雜誌《快周刊》更指亞視因無力向錄影帶供應商索尼香港清還欠款，對方不肯再供貨給亞視，被迫翻用亞視片庫內的舊錄影帶，但仍無法解決資金不足支持裝修、搬遷及數碼化新總部的問題。而政府又因擔心「紅色資本」及中華人民共和國國務院直屬的中信國安信息產業公司控制本地傳媒，一直拖延審批加入新股東一事；加上新投資者又希望中信國安可以入股亞視後才一起入股亞視，但亞視廣播道舊址又已賣給長江實業，亞視又不得不搬遷，令亞視陷入開台以來最嚴重的危機。幸好拖延大半年後，政府和立法會終於批准中信國安入股亞視，令亞視得以渡過難關。

亞洲電視但隨著2016年停播前而結束廣播後，大樓仍然有少數樓高七層運作當中，但在一年後（2017年）年底開始隨着OTT平台推出重新成為亞視總部。
| 樓層         | 亞洲電視大樓 |
| ------------ | --- |
| 地下（G/F）  | 正門、接待處、宣傳板、保安更亭、大堂、服裝間、5-7、9-12號錄影廠、製作室、音響室、化妝間、旗桿（懸掛中华人民共和国国旗、香港特別行政區區旗、亞視公司旗） |
| 1樓          | 新聞部、1-4號錄影廠（新聞部廠房）、新聞部製作室、廣播中心、上載中心                                                                                     |
| 2樓          | 「星光大道」通道、公關部、公關剪報 |
| 3樓          | 倉庫、道具部、佈景道具工場 |
| 4樓          | 8號錄影廠（亞洲最大電視錄影廠，面積逾2.2萬呎） |
| 5樓          | 員工餐廳 |
| 天台（R／F） | 衛星天線、發射站 |

灣仔告士打道麗的呼聲大廈
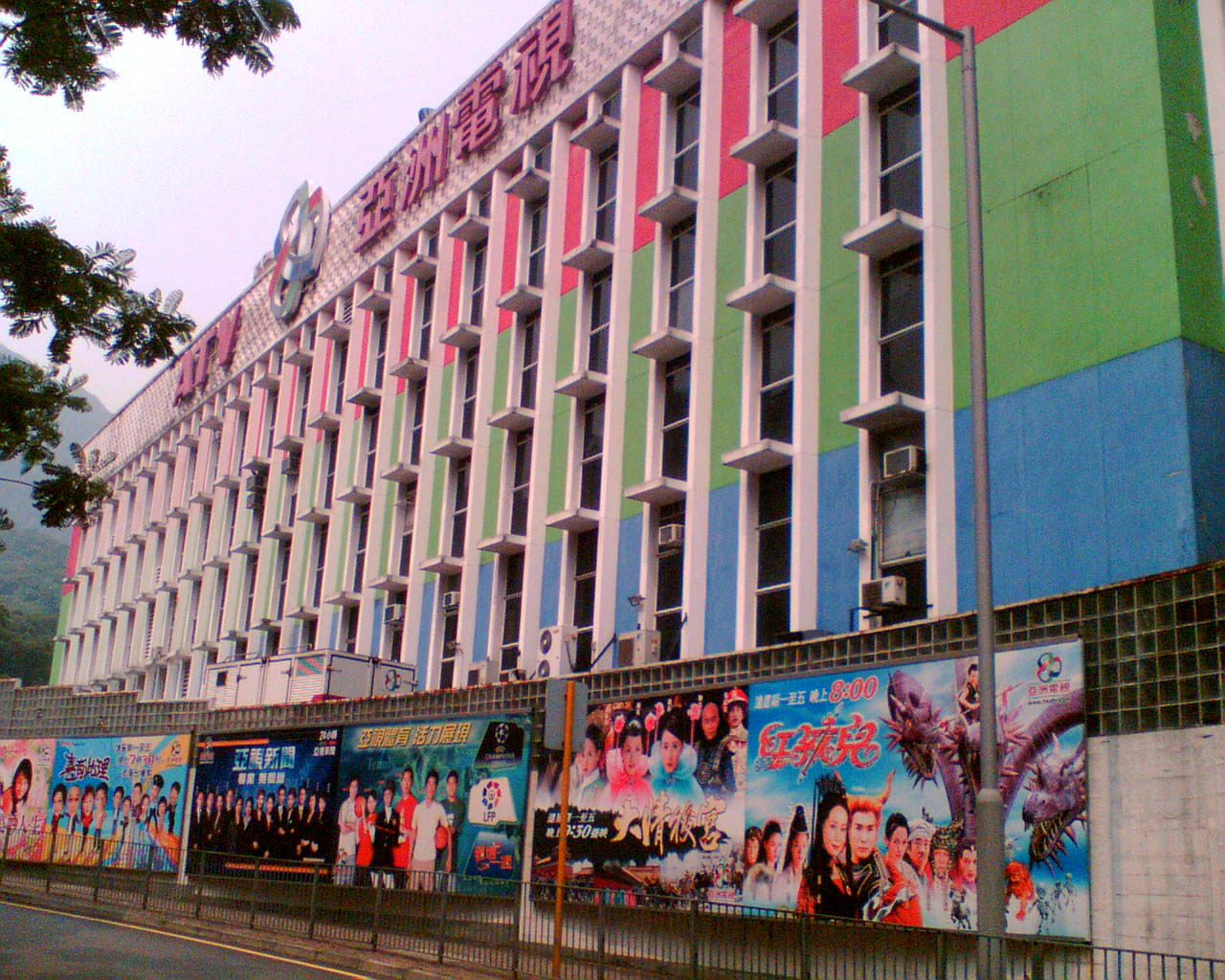
亞洲電視大廈位於廣播道81號
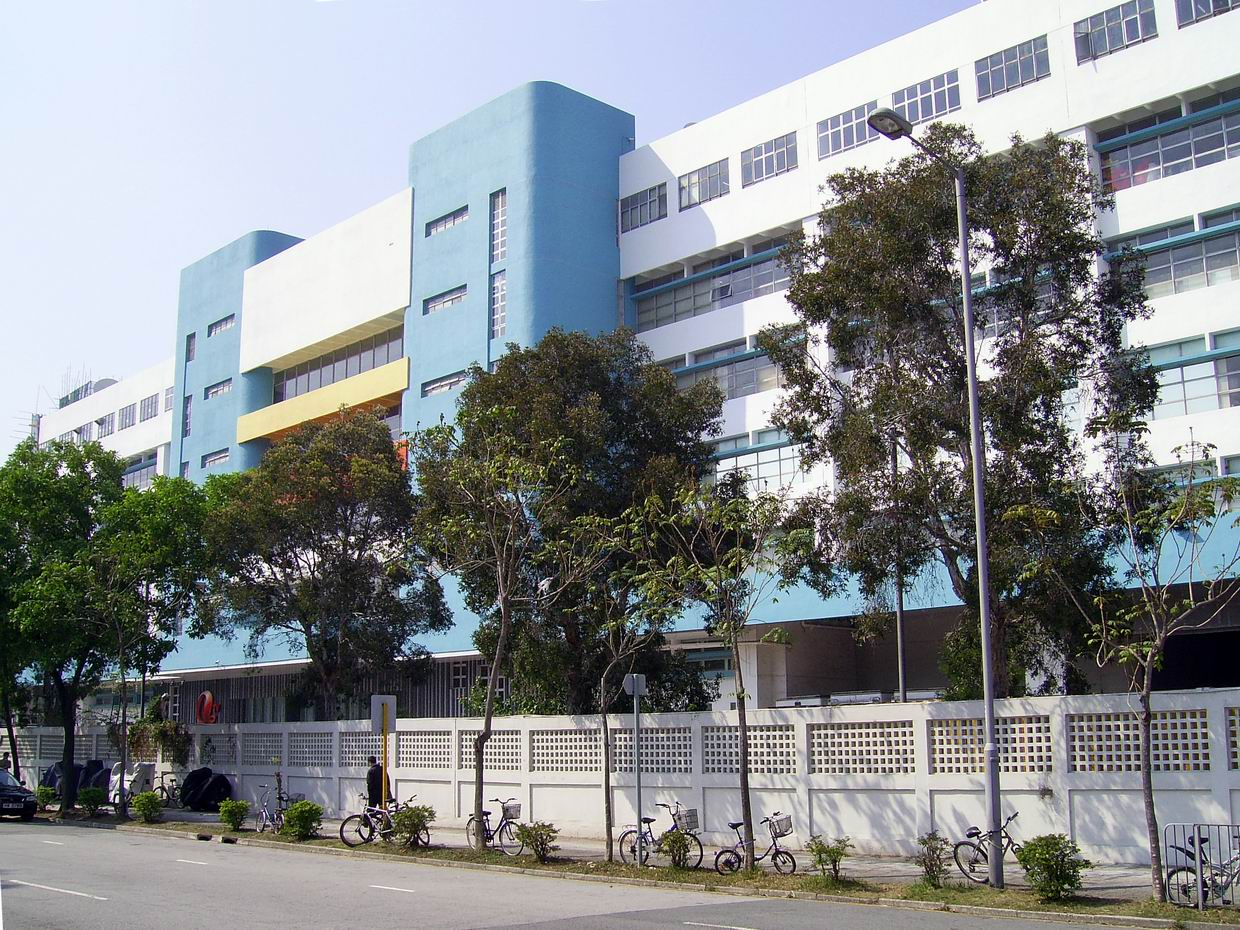
亞洲電視位於大埔新總部（1）
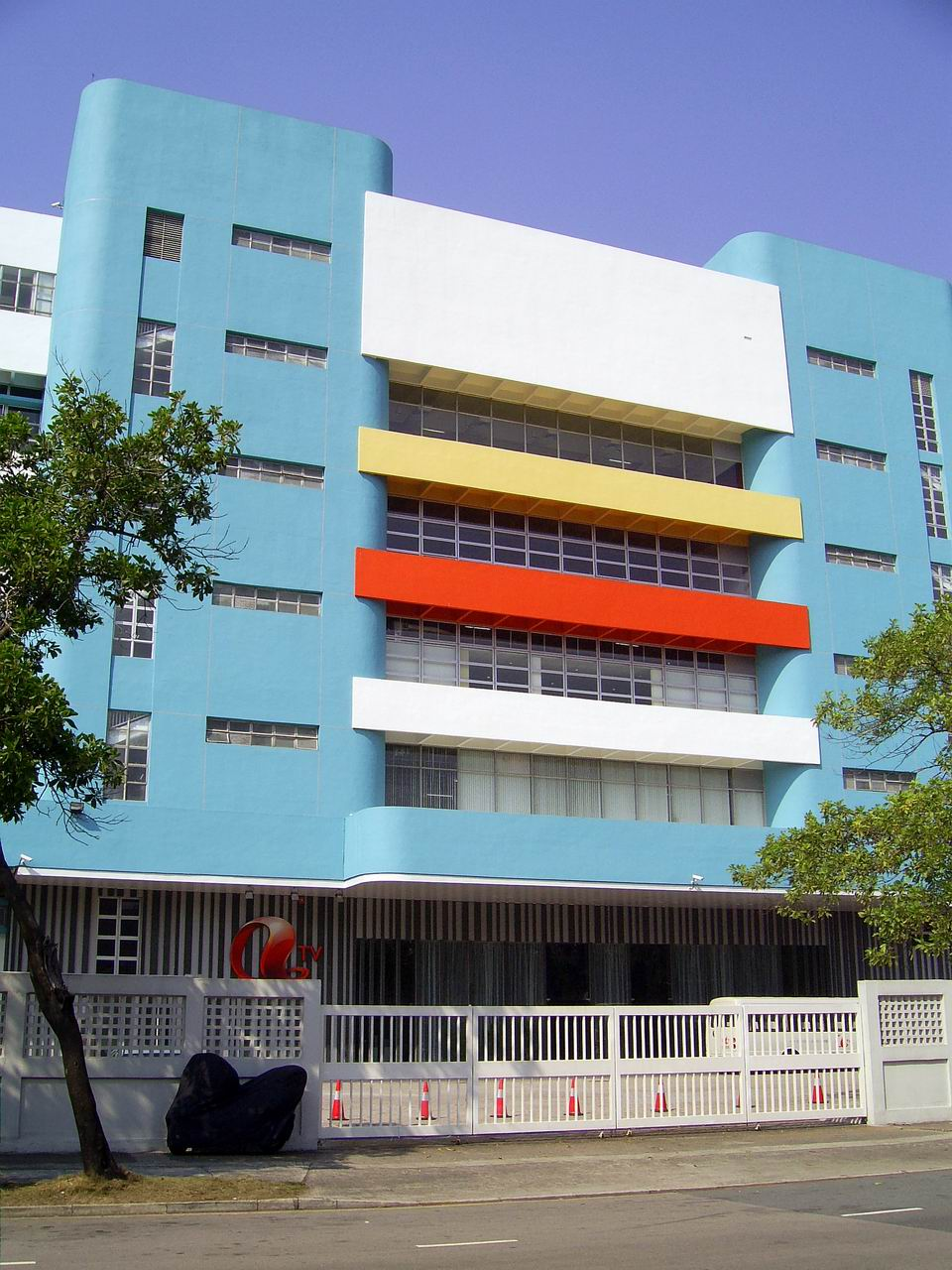
亞洲電視位於大埔新總部（2）
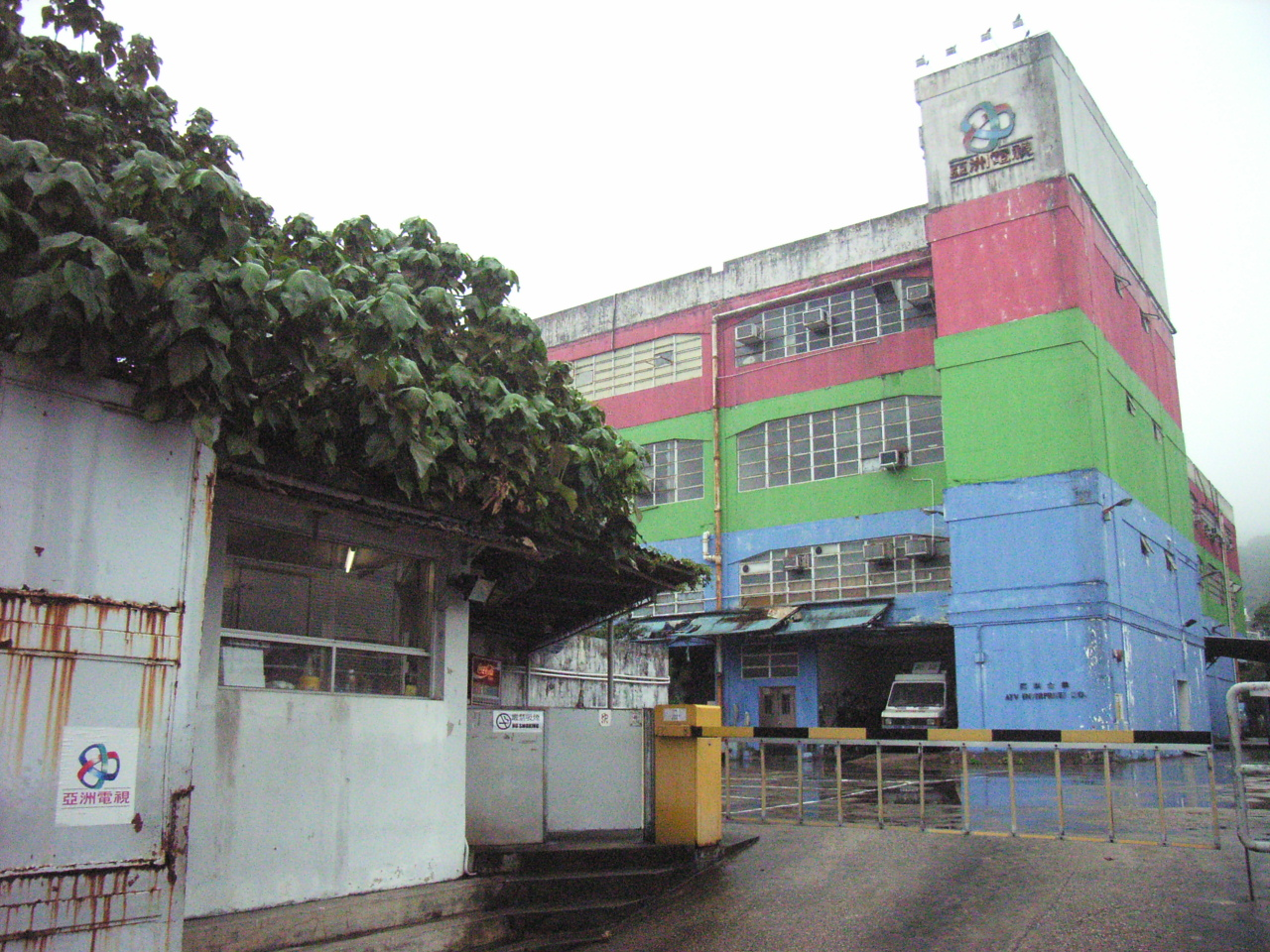
西貢蠔涌前錄影廠

## 亞洲會
2012年，亞洲電視成立組織亞洲會，據亞視官方聲稱，創會宗旨是要「凝聚所有關心亞洲電視的朋友，成為亞洲電視一股巨大的推動力」，並歡迎過去及現在於亞視任職的台前幕後職藝員和觀眾入會。
活動期間，有支持多發免費牌照的市民到場示威，立法會議員范國威、毛孟靜、陳志全，與名嘴林旭華、蕭若元等人亦有到場，但都被亞視保安阻止入場，毛孟靜欲與亞視主要投資者王征對話也不得要領，毛稱亞視作為既得利益者，用大氣電波直播類似政治廣告的集會是公器私用，而王征則指毛在「搞亂香港」，王更率亞視員工高喊「毛孟靜、禍害香港、滾回去！」
截至11月13日傍晚，通訊事務管理局接獲逾2000宗有關是次直播活動的投訴，內容包括節目名稱與內容不符、濫用電視頻道、歪曲事實、偏頗及誤導大眾等。通訊局稱會根據《廣播條例》及《電視通用業務守則-節目標準》的規定處理投訴。

## 外部連結
- 亞洲電視有限公司官方網站（页面存档备份，存于）
- 亞洲電視官方Facebook（页面存档备份，存于）
- YouTube上的ATV 亞洲電視頻道
- YouTube上的亞洲電視（免費電視時期，已停用）頻道